# Walter Werner (Diplomat)
Walter Hugo Werner ist ein ehemaliger leitender Beamter im Bundeswirtschaftsministerium und war diplomatisch von 2015 bis 2019 als Ständiger Vertreter der Bundesrepublik Deutschland bei der Welthandelsorganisation (WTO) mit der Amtsbezeichnung eines Botschafters eingesetzt.

## Werdegang
Werner wurde 1983 an der Universität Münster im Bereich des Handelsrechts zum Doktor der Rechte promoviert. Zu dieser Zeit war er am Landgericht Münster tätig. 1985 begann er seine Karriere im Bundeswirtschaftsministerium in Bonn im Referat Wettbewerbspolitik. Später war im Referat Europäische Industriepolitik tätig. 1989 wechselte er zur Wirtschaftsabteilung der Ständigen Vertretung der Bundesrepublik Deutschland bei den Vereinten Nationen in Genf. Von 1990 bis 1994 arbeitete er im Bundeskanzleramt in Bonn zu wirtschaftlichen Fragen der deutschen Einheit. Von 1999 bis 2004 war er erneut in der Wirtschaftsabteilung der Ständigen Vertretung der Bundesrepublik Deutschland bei den Vereinten Nationen in Genf tätig. 2005 wurde Werner Leiter des Referats Handelspolitik, Dienstleistungen und Rechte am geistigen Eigentum im Bundeswirtschaftsministerium in Berlin.
2015 wurde Werner als Botschafter Ständiger Vertreter der Bundesrepublik Deutschland bei der WTO. In dieser Tätigkeit war er 2018 Vorsitzender des Rates für handelsbezogene Aspekte der Rechte des geistigen Eigentums. 2019 folgte ihm im Amt des Ständigen Vertreters bei der WTO Bettina Waldmann nach.